# Liste der Baudenkmäler in Ohrenbach
Auf dieser Seite sind die Baudenkmäler in der mittelfränkischen Gemeinde Ohrenbach zusammengestellt. Diese Tabelle ist eine Teilliste der Liste der Baudenkmäler in Bayern. Grundlage ist die Bayerische Denkmalliste, die auf Basis des Bayerischen Denkmalschutzgesetzes vom 1. Oktober 1973 erstmals erstellt wurde und seither durch das Bayerische Landesamt für Denkmalpflege geführt wird. Die folgenden Angaben ersetzen nicht die rechtsverbindliche Auskunft der Denkmalschutzbehörde.
 Diese Liste gibt den Fortschreibungsstand vom 10. Juli 2020 wieder und enthält 29 Baudenkmäler.

## Rothenburger Landhege
| Lage                                                                                           | Objekt                                    | Beschreibung | Akten-Nr.     | Bild |
| ---------------------------------------------------------------------------------------------- | ----------------------------------------- | --- | ------------- | ---- |
| Gemarkungen Adelshofen (AN), Ohrenbach (AN), Langensteinach (NEA), Custenlohr (NEA) (Standort) | 44 Grenzsteine, sogenannte Landhegesteine | hochrechteckige, oben abgerundete Steinstelen, überwiegend reliefiert mit dem Wappen der Reichsstadt Rothenburg und der Markgrafschaft Ansbach, gesetzt 1617 | D-5-75-124-19 | BW   |

Die Landhegesteine befinden sich an folgenden Positionen: Im Kautauholz Nr. 4 (Lage), Nr. 5 (Lage), 
Nr. 6 (Lage), bei Grenzsrevision im Jahr 1716 nachträglich gesetzt (Lage), Nr. 7 verschollen, Nr. 10 (Lage), Nr. 11 (Lage), Nr. 12 (Lage),(Lage), Nr. 14 (Lage), Nr. 16 (Lage); im Öhrleinsholz  Nr. 18 (Lage), Nr. 19 soll an der Bachbrücke bei Punkt 385, 7 nördlich Landturm liegen, Nr. 20 (Lage), Nr. 21 (Lage), Nr. 22 (Lage), Nr. 23 (Lage), Nr. 24 (Lage), Nr. 25 (Lage), Nr. 26 (Lage), Nr. 27 (Lage), Nr. 28 (Lage), Nr. 29 (Lage), Nr. 30 (Lage); im Heeggarten: Nr. 31 (Lage), Nr. 32 (Lage), Nr. 33 (Lage), Nr. 34 (Lage), Nr. 35 (Lage), Nr. 36 (Lage), Nr. 37 (Lage), Nr. 38 (Lage); in Reichardsroth Nr. 39 (Lage); im Galgenholz Nr. 41 (Lage), Nr. 42 (Lage), Nr. 43 (Lage), Nr. 44 (Lage), Nr. 46 (Lage), Nr. 47 (Lage),  Nr. 50 (Lage), Nr. 53 (Lage) (nicht am Originalstandort), Nr. 51 (Lage), Nr. 55 (Lage), Nr. 56 (Lage), Nr. 57 (Lage), Nr. 60 (Lage), Nr. 64 (Lage).
| Lage                              | Objekt                    | Beschreibung | Akten-Nr.     | Bild           |
| --------------------------------- | ------------------------- | --- | ------------- | -------------- |
| Galgenholz (Standort)             | Rothenburger Landhege     | Wallgrabensystem, 15./17. Jahrhundert, abschnittsweise rekonstruiert | D-5-71-188-29 | BW             |
| Galgenholz (Standort)             | Grenzstein, Landhegestein | Rechteckstein mit halbrundem Abschluss und Reliefs des Rothenburger und Ansbacher Wappens, gesetzt 1715; ursprünglich im Gemeindebereich Geslau/Aidenau, hierher versetzt um 1980                                | D-5-71-188-29 | weitere Bilder |
| Reichardsroth 13 (Standort)       | Ehemaliges Zollhaus       | Zweigeschossiger Satteldachbau in verschaltem Fachwerk über massivem Erdgeschoss eines ehemaligen Landturms, mit nördlich angesetzten Strebepfeilern, Landturm spätmittelalterlich, Zollhaus „1700“ (bezeichnet) | D-5-71-188-25 | weitere Bilder |
| Habelsee 38, Lochäcker (Standort) | Rothenburger Landhege     | Reste des Wallgrabensystems, 15./17. Jahrhundert | D-5-71-188-30 | BW             |
| Kautauholz (Standort)             | Rothenburger Landhege     | Reste des Wallgrabensystems, 15./17. Jahrhundert | D-5-71-188-9  | BW             |
| Talholz (Standort)                | Rothenburger Landhege     | Reste des Wallgrabensystems, 15./17. Jahrhundert | D-5-71-188-31 | BW             |

## Baudenkmäler nach Gemeindeteilen

### Ohrenbach
| Lage                         | Objekt                                                                     | Beschreibung | Akten-Nr.    | Bild           |
| ---------------------------- | -------------------------------------------------------------------------- | --- | ------------ | -------------- |
| Kreisstraße AN 32 (Standort) | Steinkreuz, ehemaliges Sühnekreuz                                          | Spätmittelalterlich | D-5-71-188-7 | BW             |
| Ohrenbach 1 (Standort)       | Gehöft                                                                     | Wohnhaus, zweigeschossiger Halbwalmdachbau mit massiven Erd- und Fachwerkobergeschoss, errichtet aus dem Material des ehemaligen Landturms im frühen 19. Jahrhunderts            | D-5-71-188-1 | weitere Bilder |
| Ohrenbach 1 (Standort)       | Wappenstein                                                                | reliefierter Sandstein, bezeichnet „1662“ | D-5-71-188-1 | BW             |
| Ohrenbach 13 (Standort)      | Evangelisch-lutherisches Pfarrhaus                                         | Zweigeschossiger Bau im Rundbogenstil mit flachem Walmdach und Putzgliederung, zweites Viertel 19. Jahrhundert                                                                   | D-5-71-188-2 | weitere Bilder |
| Ohrenbach 13 (Standort)      | Scheune                                                                    | Unverputzter Massivbau mit Satteldach, wohl noch 18. Jahrhundert | D-5-71-188-2 | BW             |
| Ohrenbach 14 (Standort)      | Ehemaliges Schulhaus, jetzt Rat- und evangelisch-lutherisches Gemeindehaus | Zweigeschossiger Walmdachbau mit Gurtgesims und Hausteinrahmung um Fenster und Türen, 1842                                                                                       | D-5-71-188-3 | weitere Bilder |
| Ohrenbach 21 (Standort)      | Gasthaus                                                                   | Zweigeschossiger Satteldachbau mit verputztem Fachwerkgiebel, 18. Jahrhundert, später erweitert                                                                                  | D-5-71-188-4 | weitere Bilder |
| Ohrenbach 21 (Standort)      | Einfriedung                                                                | Sandsteinpfosten mit Zierknauf, „1776“ (bezeichnet) | D-5-71-188-4 | weitere Bilder |
| Ohrenbach 58 (Standort)      | Evangelisch-lutherische Pfarrkirche Sankt Johannes der Täufer              | Saalbau mit eingezogenem Rechteckchor im Turm mit Eckquaderung, Geschossgesimsen und Spitzhelm sowie mit Sakristeianbau im Norden, um 1600, Sakristeianbau 1769, mit Ausstattung | D-5-71-188-5 | weitere Bilder |
| Ohrenbach 58 (Standort)      | Friedhofsmauer                                                             | Mit Rundbogenportal im Norden, im Norden im Kern spätmittelalterlich, westlicher Abschnitt 19. Jahrhundert                                                                       | D-5-71-188-5 | BW             |
| Ohrenbach 58 (Standort)      | Grabstein                                                                  | Sandsteinpodest mit steinernem Urnenaufsatz, 19. Jahrhundert | D-5-71-188-5 | weitere Bilder |

### Habelsee
| Lage                   | Objekt                                            | Beschreibung | Akten-Nr.     | Bild           |
| ---------------------- | ------------------------------------------------- | --- | ------------- | -------------- |
| Habelsee 1 (Standort)  | Ehemaliges Schloss                                | Dreigeschossige Zweiflügelanlage über stumpfwinkligem Grundriss mit Zwerchhaus, polygonalem Treppenhaus, Sattel- und Zeltdächern, Fachwerkteilen und Eckquaderung, um 1651/52 vollendet, im 19./20. Jahrhundert nach Norden erweitert                                                                      | D-5-71-188-11 | weitere Bilder |
| Habelsee 1 (Standort)  | Gartentor                                         | Rundbogentor mit anstehenden Mauerresten, wohl 18. Jahrhundert | D-5-71-188-11 | weitere Bilder |
| Heggrund (Standort)    | Gartenpavillon                                    | Erdgeschossiger Bau auf oktogonalem Grundriss mit geschweiftem Zeltdach, 18. Jahrhundert | D-5-71-188-11 | weitere Bilder |
| Habelsee 1 (Standort)  | Ehemals Scheune und Stall                         | Satteldachbau in Sichtmauerwerk mit Hausteinelementen, 19./20. Jahrhundert | D-5-71-188-11 | weitere Bilder |
| Habelsee 5 (Standort)  | Ehemaliges Gasthaus                               | Zweigeschossiger Krüppelwalmdachbau in Fachwerk mit massiven Mauerteilen, Eckrustika und Geschossgesimsen, „1833“ (bezeichnet) | D-5-71-188-12 | weitere Bilder |
| Habelsee 13 (Standort) | Ehemaliger Zweiseithof, Wohnstallhaus             | Erdgeschossiger Satteldachbau mit Fachwerkgiebel, im Kern 18. Jahrhundert | D-5-71-188-35 | weitere Bilder |
| Habelsee 13 (Standort) | Ehemaliger Zweiseithof, Scheune                   | Fachwerkbau mit Satteldach, 19. Jahrhundert, um 1900 erweitert | D-5-71-188-35 | BW             |
| In Habelsee (Standort) | Evangelisch-lutherische Pfarrkirche Sankt Michael | Chorturmkirche, Saalbau mit abgewalmtem Dach, Chorturm mit Gurtgesims, teils verputztem Fachwerk im Läutegeschoss und Spitzhelm sowie mit Sakristeianbau nördlich am Turm, Turmunterbau 13./14. Jahrhundert, Läutegeschoss 1569 aufgesetzt, Neubau des Kirchenschiffs „1728“ (bezeichnet), mit Ausstattung | D-5-71-188-10 | weitere Bilder |
| In Habelsee (Standort) | Grabsteine                                        | 19./1. Hälfte 20. Jh. | D-5-71-188-10 | weitere Bilder |
| In Habelsee (Standort) | Friedhofsmauer                                    | Im Kern spätmittelalterlich, im 19./20. Jahrhundert nach Norden mit Friedhofserweiterung erneuert | D-5-71-188-10 | weitere Bilder |
| In Habelsee (Standort) | Kruzifix                                          | Corpus im Viernageltypus, „1924“ (bezeichnet) | D-5-71-188-10 | weitere Bilder |
| Ölacker (Standort)     | Steinkreuz, wohl Sühnekreuz                       | Spätmittelalterlich | D-5-71-188-16 | weitere Bilder |

### Oberscheckenbach
| Lage                           | Objekt                                            | Beschreibung | Akten-Nr.     | Bild           |
| ------------------------------ | ------------------------------------------------- | --- | ------------- | -------------- |
| Oberscheckenbach 4 (Standort)  | Ehemaliges Wohnstallhaus                          | Erdgeschossiger Fachwerkbau mit massiven Mauerteilen und Satteldach, 18. Jahrhundert, im 19. Jahrhundert nach Süden erweitert                                            | D-5-71-188-18 | weitere Bilder |
| Oberscheckenbach 4 (Standort)  | Torposten                                         | Sandsteinpfeiler mit Kugelaufsätzen, bezeichnet „1782“ | D-5-71-188-18 | weitere Bilder |
| Oberscheckenbach 13 (Standort) | Ehemaliges Wohnstallhaus                          | Zweigeschossiger Satteldachbau in Fachwerk über teils massivem Erdgeschoss, „1803“ (bezeichnet), später massiv unterfangen                                               | D-5-71-188-19 | weitere Bilder |
| Oberscheckenbach 20 (Standort) | Evangelisch-lutherische Filialkirche Sankt Kilian | Chorturmkirche, Saalbau mit eingezogenem Rechteckchor im Turm mit verzahnter Eckquaderung, Gurtgesims und Spitzhelm, wohl zweite Hälfte 14. Jahrhundert, mit Ausstattung | D-5-71-188-17 | weitere Bilder |
| Oberscheckenbach 20 (Standort) | Friedhofsmauer                                    | Mit Portalpfeilern, wohl 18. Jahrhundert | D-5-71-188-17 | weitere Bilder |

### Reichardsroth
| Lage                                          | Objekt | Beschreibung | Akten-Nr.     | Bild           |
| --------------------------------------------- | --- | --- | ------------- | -------------- |
| Reichardsroth 1 (Standort)                    | Ehemaliges Wohnstallhaus                                                                                          | Zweigeschossiger Satteldachbau mit massiver Giebelfront mit Eckquaderung und Geschossgesimsen, verschaltem bzw. verputztem Fachwerk über massivem Erdgeschoss und profilierter Rahmung um die Haustüre, „1859“ (bezeichnet), im Kern wohl älter | D-5-71-188-22 | BW             |
| Reichardsroth 1a (Standort)                   | Scheune | Massiver Satteldachbau mit Schopfwalm und segmentbogigen Toren, zweite Hälfte 19. Jahrhundert | D-5-71-188-22 | weitere Bilder |
| Reichardsroth 1a, In Reichardsroth (Standort) | Ehemalige Befestigung                                                                                             | Reste der Befestigungsmauer der Johanniterkommende, um 1200 | D-5-71-188-34 | BW             |
| Reichardsroth 1a, In Reichardsroth (Standort) | Rundbogentor | mit gestuftem Gewände, um 1200 | D-5-71-188-34 | weitere Bilder |
| Reichardsroth 2, 3 (Standort)                 | Hofhaus | Ehemaliges Wohnstallhaus, erdgeschossiger Satteldachbau mit Giebelgesimsen, Hausteinrahmung um die segmentbogigen Fenster und Fachwerk an der Traufseite, Mitte 19. Jahrhundert | D-5-71-188-23 | weitere Bilder |
| Reichardsroth 12 (Standort)                   | Ehemaliges Ordenshaus der Johanniterkommende                                                                      | Zweigeschossiger Satteldachbau aus Bruch- und hausteinmauerwerk mit Fachwerkteilen, im Kern 13. Jahrhundert, 1860 Umbau der ehemals fünfgeschossigen Zweiflügelanlage | D-5-71-188-21 | weitere Bilder |
| Reichardsroth 13 (Standort)                   | Ehemals Zollhaus                                                                                                  | Zweigeschossiger Satteldachbau in verschaltem Fachwerk über massivem Erdgeschoss eines ehem. Landturms, mit nördlich angesetzten Strebepfeilern, Landturm spätmittelalterlich, Zollhaus 1700 (bezeichnet) | D-5-71-188-25 | weitere Bilder |
| Reichardsroth 14 (Standort)                   | Ehemaliges Wohnstallhaus                                                                                          | Erdgeschossiger Fachwerkbau mit Satteldach und Schopf sowie massiven Mauerteilen, „1851“ (bezeichnet) | D-5-71-188-26 | weitere Bilder |
| Reichardsroth 15 (Standort)                   | Ehemalige Spitalkirche des Johanniterordens, jetzt evangelisch-lutherische Filialkirche Sankt Johannes der Täufer | Erhalten sind der viergeschossige, reich gegliederte Vierungsturm mit Lisenen und Bogenfriesen und ein Chorjoch mit Sakristeianbau, Ende 12./erste Hälfte 13. Jahrhundert, nach Aufgabe durch die Johanniter seit 1559 verfallen, mehrere Einstürze und Wiederaufbauten, 1806 bis auf den Bestand abgebrochen und die Öffnungen des Turms geschlossen, mit Ausstattung | D-5-71-188-20 | weitere Bilder |
| Reichardsroth 15 (Standort)                   | Friedhofsmauer | Im Norden mit Resten des Kirchenschiffs, 19. Jahrhundert | D-5-71-188-20 | weitere Bilder |
| In Reichardsroth (Standort)                   | Ehemalige Zehntscheune                                                                                            | Fachwerkbau mit Krüppelwalmdach und drei Toren, um 1733 | D-5-71-188-32 | BW             |
| In Reichardsroth (Standort)                   | Ehemalige Schafscheune                                                                                            | Fachwerkbau mit Halbwalmdach, um 1733, westliche Traufseite massiv erneuert | D-5-71-188-33 | BW             |
| In Reichardsroth (Standort)                   | Bildstock | Pfeiler mit Satteldachgehäuse und Kreuzaufsatz, wohl „1499“ (bezeichnet) | D-5-71-188-27 | weitere Bilder |

### Seemühle
| Lage                              | Objekt          | Beschreibung | Akten-Nr.     | Bild |
| --------------------------------- | --------------- | --- | ------------- | ---- |
| Habelsee 38, Lochäcker (Standort) | Ehemalige Mühle | Erdgeschossiger Krüppelwalmdachbau in teils verputztem Fachwerk über massivem Erdgeschoss, 18. Jahrhundert, Mansarddachscheune | D-5-71-188-30 | BW   |

## Ehemalige Baudenkmäler
In diesem Abschnitt sind Objekte aufgeführt, die früher einmal in der Denkmalliste eingetragen waren, jetzt aber nicht mehr. Objekte, die in anderem Zusammenhang also z. B. als Teil eines Baudenkmals weiter eingetragen sind, sollen hier nicht aufgeführt werden. Aktennummern in diesem Abschnitt sind ehemalige, jetzt nicht mehr gültige Aktennummern.

| Lage                                                                         | Objekt                         | Beschreibung | Akten-Nr.     | Bild           |
| ---------------------------------------------------------------------------- | ------------------------------ | --- | ------------- | -------------- |
| Habelsee Habelsee 30 (Standort)                                              | Ehemaliges Ochsenhirtenhaus    | Erdgeschossiger Fachwerkbau mit Dacherker und Satteldächern, „1795“ (bezeichnet), im 19./20. Jahrhundert nach Norden massiv erweitert | D-5-71-188-14 | weitere Bilder |
| Habelsee Habelsee 33 (Standort)                                              | Wappenstein                    | Bezeichnet „1661“, eines ehemaligen Landturms, in Neubau integriert                                                                   | D-5-71-188-15 | weitere Bilder |
| Reichardsroth Reichardsroth 3, am Rande der Rothenburger Landhege (Standort) | Zweigeschossiges Wohnstallhaus | Fachwerkobergeschoss bezeichnet „1811“, Fassade bezeichnet „1868“                                                                     | D-5-71-188-24 | BW             |